# Papoušík hnědohlavý
Papoušík hnědohlavý (Agapornis nigrigenis) je africký papoušek z rodu Agapornis.

## Popis
Přírodní zbarvení je světle zelené, křídla tmavěji zelená. Na krku je oranžová skvrna. Vršek hlavy a její přední část je tmavě hnědá, odtud název druhu. Zobák je červený. V tmavé hlavě vyniká bílé okruží kolem očí. Z běžnějších druhů je nejpodobnější agapornisovi škraboškovému. Pohlavní dimorfismus není patrný. Agapornis hnědohlavý je drobný papoušek velikosti cca 14 cm a hmotnosti okolo 40 gramů. Patří k nejmenším agapornisům. 

## Areál rozšíření
V přírodě žije na jihu africké Zambie v odhadovaném počtu pouze 2 500 až 10 000 kusů. Shlukuje se v hejnech poblíž vody a v listnatých lesích do nadmořské výšky 1 000 metrů. Stavy divokých agapornisů v přírodě klesají v důsledku vysoušení a ztráty životního prostředí.

## Chov v zajetí
V zajetí se tento druh chová od roku 1908. Nyní se již řadí k běžněji a snadno chovaným druhům. Chovat se dá agapornis hnědohlavý v klecích nejlépe podélného tvaru délky alespoň 80 cm. V takovéto kleci se podaří mladé odchovat v budce se základnou alespoň 15 x 15 cm a vletovým otvorem nejméně o průměru 4,5 cm. Podestýlka uvnitř nemusí být, papoušci si sami nanosí větvičky, které si navlhčí ve vodě.
Při chovu  většího hejna ve voliéře se uvádí potřebný prostor pro jeden pár cca 1 m³. Pár papoušků brzy zahnízdí při podávání vhodné stravy (vaječná míchanice) a samice snáší obden vejce, celkem snese 4-6 kusů. Samice začne trvale na snůšce sedět po snesení posledního vajíčka. Některá vajíčka však mohou být neoplozená. Po 21 dnech se zase obden líhnou mláďata, která po 40 dnech začnou opouštět budku. V té době již samice většinou znovu snáší vejce, což se však doporučuje max. dvakrát za rok pro zabránění vyčerpání ptáků a také budku pro zahnízdění vkládat ptákům starým nejméně jeden rok. Dožívají se až 15 let.
Agapornis hnědohlavý patří k méně agresivním druhům a ptáci spolu většinou dobře vychází i pokud nejsou vpouštěni do společné voliéry naráz. Patří také k tišším agapornisům, přesto se chovají charaktericky  pro papoušky a s určitým křikem je nutno počítat. Krmíme je směsí prosa, lesknice, ovsa. Přijímají také různé druhy ovoce. Pozor na jedovaté avokádo! Milují okusování čerstvých větví, např. vrby.
Chovatelé vyšlechtili desítky barevných mutací. Nejčastěji jsou k vidění zelení a modří ptáci. Tento papoušek se dá snadno ochočit a může být chován i jako domácí mazlíček, pokud se mu dostatečně věnujeme. Cena agapornise hnědohlavého se pohybuje od 600 korun za základní barvy po tisíce za vzácné mutace.